# 임진묵
임진묵(1988년 1월 29일 ~ )은 대한민국의 전직 스타크래프트 프로게이머로 선수 시절 아이디는 Organ[3.33], 종족은 테란이었으며 현재는 아프리카TV의 BJ로 활동하고 있다.

## 선수 시절
2006년 이스트로에 입단하며 프로에 입문한 뒤 Gen.G(당시 삼성 갤럭시)와의 SKY 프로리그 2006 전기리그 7주차 경기에서 김동건을 상대로 데뷔 첫 승을 따내며 이스트로의 유망주가 될 것으로 기대됐으나 할머니의 병환을 핑계로 여자친구와 휴가를 떠난 사실이 밝혀지면서 결국 이스트로에서 방출당했고 2007년 하반기에 웅진 스타즈로 트레이드되었다. 그리고 2009년 2월 24일 KT 롤스터와의 신한은행 위너스리그 08-09 5주차 경기에서 올킬을 달성하며 팀 승리를 이끌었고 이 기세를 몰아 아발론 온라인 MSL 2009에서도 16강에 오르면서 2006년 데뷔 이후 양대 개인리그를 통틀어 역대 최고 성적을 달성했으며 하반기 들어 부진한 모습을 보이기도 했지만 2010년에 들어서면서 다시금 경기력을 회복하는 모습을 보여주었다. 그리고 2011년 공군 ACE에 입대하여 2년간 팀의 주축 테란으로 활동하다가 2013년 2월 27일 군 복무를 마치고 친정팀 웅진 스타즈로 복귀하여 당시 프로리그 10연패의 수렁에 빠져 있던 Gen.G의 송병구를 상대로 깔끔한 컨트롤과 동시다발적인 의료선 견제로 넥서스를 2번 파괴하며 송병구를 프로리그 11연패로 몰아넣고 1000일만에 친정팀에서의 승리를 가져가면서 팀의 사상 처음이자 마지막 프로리그 준우승의 발판을 마련했다. 그리고 2013년 11월 8일 아프리카TV 스타크래프트1 개인방송을 시작하며 사실상 선수 생활을 마감했고 프로 통산 전적은 공식·비공식전 전적을 포함해 119승 127패(승률 4할 8푼 4리)를 기록했고 개인리그 통산 전적은 5승 8패(승률 3할 8푼 5리)를 기록했다.

## 주요 성적
- 아발론 온라인 MSL 2009 16강
- 대한항공 스타리그 2010 Season 1 36강
- 제9차 픽스 소닉 스타리그 16강
- 제10차 스베누 스타리그 16강
- 헝그리앱 스타즈 리그 With 콩두 16강
- 스베누 스타리그 시즌 2 24강
- VANT36.5 대국민 스타리그 32강
- 아프리카TV 스타리그 시즌 1 16강
- 아프리카TV 스타리그 시즌 7 16강